# ジェラルディン・フィッツジェラルド
ジェラルディン・フィッツジェラルド（Geraldine Fitzgerald, 1913年11月24日 - 2005年7月17日）は、アイルランド出身の女優。

## 略歴
生まれはアイルランド・ダブリンの南にあるウィックロー県グレイストーンズ。おばのセイラ・リチャーズが女優をしていた影響で、1932年に地元ダブリンの劇場で女優人生を歩み始めた。1934年にロンドンに移り、イギリス映画に出演した。すぐさまイギリス映画界で一番有望な若手女優となる。この時期の一番の成功作は『フロス河畔の水車場』（1937年）。
ワーナー・ブラザースの『ラインの監視』（1943年）と20世紀フォックスの『ウィルソン』（1944年）に出演するが、頻繁にスタジオのマネジメントと意見がぶつかったり、その結果として仕事をもらえなくなったりと、順調に進まなかった。1940年代には精力的に仕事を続けたが、どんどん小さな役しか与えられなくなっていき、女優としての勢いを失い始めた。1946年にハリウッドを去り、ニューヨークで百貨店オーナーのイジドア・ストラウスの孫スチュアート・ストラウスと結婚した。映画『So Evil My Love』（1948年）のためにイギリスに戻るが、アルコール使用障害の浮気者という役に対して激しい批評を受けた。1951年に『The Late Edwina Black』に出演したあと、再びアメリカに渡った。
1950年代には映画に出演する機会がほとんどなかったが、1960年代には性格女優としての存在感を示し、人気を回復した。この時期の作品には、『ズール族の襲撃』（1961年）、『質屋』（1964年）、『レーチェル レーチェル』（1968年）がある。後期の作品には、オーストラリア映画協会の最優秀女優賞にノミネートされた『The Mango Tree』（1977年）、『ミスター・アーサー』（1981年）、『ポルターガイスト2』（1986年）がある。
1940年代から舞台に出ることが増えていき、1971年の『夜への長い旅路』の再演で高い評価を得た。また、舞台演出家としても成功した。ブロードウェイでの業績のひとつとして、1982年に『Mass Appeal』の上演でトニー賞にノミネートされたことが挙げられる。女性演出家でノミネートされた最初期の例である。
『アルフレッド・ヒッチコック劇場』や『ロバート・モンゴメリー・プレゼンツ』、『ネイキッド・シティ』、『セント・エルスウェア』、『女刑事キャグニー&レイシー』など、テレビにも頻繁に出演した。1989年には『ゴールデン・ガールズ』のゲスト役でエミー賞にノミネートされた。バーブラ・ストライサンド製作による自分のテレビシリーズ『マーベル・アンド・マックス』のパイロット版に主演するが、成功しなかった。
1990年、『Streetsongs』というショーでキャバレー歌手としての活動をはじめた。このショーは、ブロードウェイで3回の公演が成功し、アメリカのPBSテレビで特別番組が作られた。
テレビへの貢献によってハリウッドのウォーク・オブ・フェイムに認められた。場所はハリウッド大通り6353である。
2005年7月17日、ニューヨーク市マンハッタン区で死去。91歳。アルツハイマー病を患い、長い闘病生活を送っていた。
2人の子供がおり、娘のスーザンと、息子にマイケル・リンゼイ＝ホッグがいる。マイケルはビートルズの映画『レット・イット・ビー』などの監督として知られる。また、彼女は女優タラ・フィッツジェラルドの大叔母である。いとこに『渚にて』で知られる作家ネヴィル・シュートがいる。

## 主な出演作品

### 映画
- 嵐が丘 Wuthering Heights (1939)
- 愛の勝利 Dark Victory (1939)
- ア・チャイルド・イズ・ボーン A Child Is Born (1939)
- 三人姉妹 The Gay Sisters (1942)
- ラインの監視 Watch on the Rhine (1943)
- ウィルソン Wilson (1944)
- ハリーおじさんの悪夢 The Strange Affair of Uncle Harry (1945)
- 三人の波紋 Three Strangers (1946)
- 潜行決死隊 O.S.S. (1946)
- 秘めたる情事 Ten North Frederick (1958)
- 月と六ペンス The Moon and Sixpence (1959) テレビ映画
- ズール族の襲撃 The Fiercest Heart (1961)
- 質屋 The Pawnbroker (1964)
- レーチェル レーチェル Rachel, Rachel (1968)
- ラスト・アメリカン・ヒーロー The Last American Hero (1973)
- ハリーとトント Harry and Tonto (1974)
- 別れのこだま Echoes of a Summer (1976)
- バイバイ・モンキー/コーネリアスの夢 Ciao Maschio (1978)
- ミスター・アーサー Arthur (1981)
- ブラッド・リンク Blood Link (1982)
- デキシー・シスターズ Dixie: Changing Habits (1983) テレビ映画
- イージーマネー/一攫千金 Easy Money (1983)
- 愛を覚えていますか Do You Remember Love (1985) テレビ映画
- ポルターガイスト2 Poltergeist II: The Other Side (1986)
- ミスター・アーサー2 Arthur 2: On the Rocks (1988)
- 渇きの代償 Bump in the Night (1991) テレビ映画

### テレビドラマ
- ロバート・モンゴメリー・プレゼンツ Robert Montgomery Presents (1951-1955)
- サスペンス Suspense (1952-1953)
- スタジオ・ワン Studio One (1952-1956)
- オムニバス Omnibus (1954)
- クライマックス! Climax! (1955)
- エラリー・クイーンのさらなる冒険 The Further Adventures of Ellery Queen (1959)
- おとぎの国 Shirley Temple's Storybook (1960)
- ヒッチコック劇場 Alfred Hitchcock Presents (1961)
- 裸の町 Naked City (1961-1962)
- 弁護士プレストン The Defenders (1964)
- ヒッチコック・サスペンス The Alfred Hitchcock Hour (1965)
- 事件記者ルー・グラント Lou Grant (1978)
- ケネディ Kennedy (1983) ミニシリーズ
- セント・エルスウェア St. Elsewhere (1984-1987)
- Dr.トラッパー/サンフランシスコ病院 Trapper John, M.D. (1985)
- 女刑事キャグニー&レイシー Cagney & Lacey (1985)

## 受賞歴

### アカデミー賞
ノミネート
1940年 アカデミー助演女優賞:『嵐が丘』